# Jia Nanfeng
Jia Nanfeng, även kallad Shi (時) född 257, död 300, var en kinesisk kejsarinna, gift med kejsar Hui (r. 290–301) av Jindynastin. Hon var Kinas de facto regent 292–300, och har blivit ökänd i Kinas historia som stereotypen för en "grym, tyrannisk kejsarinna". Hon har blivit syndabocken för De åtta furstarnas krig, som hon lastades för att ha provocerat fram, vilket ledde till Wu Hu-upproret och orsakade Jindynastins förlust av norra och centrala Kina.

## Biografi
Jia Nanfeng var dotter till Jia Chong och Guo Huai (郭槐) och barnbarn till Jia Kui. Hennes far och farfar var båda viktiga ämbetshavare i Cao Wei. Hon hade två halvsystrar och en helsyster, Jia Wu (賈午). År 271 arrangerades äktenskapet mellan den handikappade kronprins Sima Zhong och Jia Wu tack vare hennes fars vänskap med kejsarinnan Yang Yan. När bröllopsklädnaden skulle prövas ut passade den dock inte Jia Wu, varför Jia Nanfeng valdes istället. Kejsar Wu hade initialt varit emot ett sådant äktenskap, eftersom Jia Nanfeng beskrevs som svartsjuk, mörk, kortväxt och oattraktiv. Vigseln ägde rum 272, då bruden var 14 och brudgummen 12. 

### Kronprinsessa
Den personliga relationen mellan Jia Nanfeng och kronprinsen beskrivs som lycklig, men Jia Nanfeng dominerade kraftigt sin make, som ska ha älskat och fruktat henne på samma gång. Hon ska ha låtit döda de av makens konkubiner som blivit gravida med hans barn och beskrivs därför som svartsjuk. Hennes svärfar kejsar Wu ogillade henne och ska ha övervägt att framtvinga en skilsmässa, men övertalades att avstå av kejsarinnan Yang Zhi. Kronprins Sima Zhong beskrivs som svagt begåvad, och då kejsaren övervägde att frånta honom ställningen som tronarvinge, ska Jia Nanfeng ha låtit färdigskriva svar på de frågor kejsaren kunde tänkas ställa till kronprinsen, som kunde framställa denne i bättre dager. Hon fick tre döttrar, Hedong, Linhai och Shiping, men makens arvinge var prins Sima Yu, som föddes av hans konkubin Xie Jiu, som Jia Nanfeng inte vågade låta döda eftersom denna stod i gunst hos hennes svärfar kejsaren. 

### Kejsarinna
År 290 avled kejsar Wu och kronprins Sima Zhong besteg tronen som kejsar Hui, varpå Jia Nanfeng fick titeln kejsarinna av sin make. Hon kallades allmänt kejsarinnan Jia. I början av hennes makes regeringstid genomdrev kejsarens morfar Yang Jun snabbt en föreskrift som blockerade jias inflytande över politiken genom att införa en regel om att kejsarens dekret måste ha en underskrift även av änkekejsarinnan Yang. Jias inflytande begränsades genom detta till palatsets inre angelägenheter, och hon använde denna makt till att vägra konkubinen Xie från att träffa sin son kronprins Y. För att störta Yang-klanen som blockerade henne från makten bildade hon en komplott med hjälp av hoveunucken Dong Meng (董猛), generalerna Meng Guan (孟觀) och Li Zhao (李肇), och sin svåger prins Sima Wei. År 291 igångsatte hon planen genom att förmå sin make kejsaren att utfärda en arresteringsorder mot Yang Jun åtalad för förräderi, sände ut Sima Wei att blockera Yangs styrkor och höll änkekejsarinnan instängd i palatset. När änkekejsarinnan Yang undertecknade ett dekret om assistant till Yang Jun och sköt ut det med pil ur palatset, fick Jia möjlighet att förklara att änkekejsarinnan begått förräderi. Hela Yang-klanen massakrerades förutom änkekejsarinnan, som fråntogs sin titel och fängslades – även hon skulle dock avlida i fängelset året därefter. 
Efter kejsarinnans kupp utsågs Sima Liang och Wei Guan till kejsarens nya regenter. Dessa hamnade i konflikt med prins Sima Wei, vars anhängare Qi Sheng (岐盛) och Gongsun Hong (公孫宏) ljög för Jia att de två regenterna planerade en kupp. Sommaren 292 förmådde hon kejsaren att utfärda ett edikt till prins Sima Wei om att regenterna skulle avsättas. De två regenterna dödades därefter av prinsens styrkor. När prinsens anhängare därefter försökte övertyga honom om att mörda Jias familj och ta makten själv, förekom Jia honom med att förklara att Sima Wei själv utfärdat ediktet, vilket ledde till att han övergavs av sina trupper, tillfångatogs och avrättades. Genom detta kunde kejsarinnan Jia därmed slutligen själv ta hela makten, och regera med kejsaren som sin marionett.
Kejsarinnan Jia regerade genom en rad kapabla rådgivare och ministrar, bland dem Zhang Hua, hennes kusiner Pei Wei (裴頠) och Jia Mo (賈模), hennes brorson Jia Mi och samarbetade också med sin syssling Guo Zhang (郭彰), syster Jia Wu (賈午)och sin svärfars förra konkubin Zhao Chan (趙粲). Hon beskrivs som våldsam, girig och i avsaknad av självkontroll och ska ha haft många älskare, som hon sedan lät döda för att förhindra dem från att berätta om hennes äktenskapsbrott. Hennes ministrar ska ha övervägt att ersätta henne med kronprinsens mor i en kupp för att hon med sitt uppträdande riskerade regeringen, men detta blev aldrig av.
Jia hade en spänd relation till sin styvson kronprins Yu. År 300 lät hon slutligen mörda kronprinsen. Hon ersatte honom med sin makes farbror prins Sima Lun. Denne iscensatte sedan en kupp, tillfångatog och mördade Jias ministrar och anhängare, och tvingade henne sedan att begå självmord genom att dricka vin med guldflagor i.

### Fotnoter
1. ↑  Lily Xiao Hong Lee, Sue Wiles: Biographical Dictionary of Chinese Women, Volume II: Tang Through Ming 618 - 1644